# László Rédei
László Rédei (parfois cité comme Ladislas Rédei ; né le 15 novembre 1900 à Rákoskeresztúr, maintenant partie de Budapest ; mort le 21 novembre 1980 à Budapest) est un mathématicien hongrois spécialisé en algèbre (en particulier la théorie des groupes et la théorie des demi-groupes) et en théorie algébrique des nombres.

## Biographie
Rédei étudie à l'université de budapest (avec Lipót Fejér entre autres) ; il y obtient son doctorat en 1922 avec une thèse sur la théorie des nombres. Il publie son premier livre dès 1921. Il est instituteur pendant vingt ans à partir de 1921. Pendant ce temps, il publie en théorie algébrique des nombres, il obtient son habilitation en 1932 à l'université de Debrecen, il est en 1934/35 à l'université de Göttingen avec une bourse Humboldt et il a reçu la médaille König en 1940 pour ses travaux. En 1940, il devient professeur associé et en 1950 professeur à l'Université de Szeged ; à partir de 1967, il est à l'Institut de mathématiques de l'Académie hongroise des sciences de Budapest.

## Recherche
En théorie algébrique des nombres, il donne de nouvelles démonstrations de la loi de réciprocité quadratique et, à partir des années 1930, il établit des théorèmes sur la structure du groupe de classes des corps de nombres quadratiques réels et, en relation avec celui-ci, sur l'équation de Pell-Fermat. Dans les années 1930, il collabore parfois avec Hans Reichardt. Dans les années 1940, il étudie dans quelles conditions les corps de nombres quadratiques réels sont des corps euclidien, et a trouvé certains de ces 21 corps de nombres. En théorie des groupes finis, il généralise un théorème de György Hajós sur la factorisation des groupes finis . Le théorème de Hajós stipule que si un groupe abélien fini peut être représenté comme un produit direct de deux ensembles cycliques, alors l'un de ces deux ensembles est un sous-groupe. Rédei a généralisé ce théorème en 1965 à la représentation par produits d'ensembles ayant chacun une cardinalité première et contenant l'identité (selon Rédei alors l'un des ensembles est un sous-groupe). Rédei a également étudié les produits gauches généraux.
Une de ses premières contributions à la classification des groupes finis est sa détermination des groupes finis non commutatifs dont les sous-groupes propres sont tous commutatifs . Son livre sur les p-groupes finis a été publié à titre posthume en 1989. Un autre domaine dans lequel Redei a apporté d'importantes contributions est la théorie des semi-groupes.

## Prix et distinctions
De 1947 à 1949, Rédei est président de la Société mathématique de Hongrie ; à partir de 1949 il est membre correspondant et à partir de 1955 membre à part entière de l'Académie hongroise des sciences. Il reçoit le prix Kossuth à deux reprises (en 1950 et en 1955). En 1973 il est lauréat de la médaille Tibor-Szele. Il est membre de l'Académie Léopoldine depuis 1962 et membre de la Deutsche Mathematiker-Vereinigung à partir de 1934.

## Publications
Livres
- 1959: Algebra. Erster Teil, Mathematik und ihre Anwendungen in Physik und Technik, Série A, vol 26, Teil 1 Akademische Verlagsgesellschaft, Geest & Portig, K.-G., Leipzig, xv+797 p. Original hongrois 1954 ; traduction anglaise , Algebra, volume 1, Pergamon Press (1967)
- 1963: Theorie der endlich erzeugbaren kommutativen Halbgruppen, Hamburger Mathematische Einzelschriften, vol. 41, Physica-Verlag, Würzburg 228 pp.
- 1968: Foundation of Euclidean and non-Euclidean geometries according to F. Klein, Pergamon Press, 404 p. Original hongrois Akadémiai Kiadó, Budapest 1965
- 1970: Lückenhafte Polynome über endlichen Körpern, Lehrbücher und Monographien aus dem Gebiete der exakten  Wissenschaften, Mathematische Reihe, vol. 42, Birkhäuser Verlag, Basel-Stuttgart, 271 p. Traduction anglais : I. Földes, Lacunary Polynomials over Finite Fields North--Holland, London and Amsterdam, American Elsevier, New York (1973)
- 1989: Endliche p-Gruppen, Akadémiai Kiadó, Budapest, 304 p.  (ISBN 963-05-4660-4)

Articles (sélection)
- « Einfacher Beweis des quadratischen Reziprozitätsgesetzes », Mathematische Zeitschrift, vol. 54,‎ 1951, p. 25.
- « Ein neuer Beweis des quadratischen Reziprozitätsgesetzes », Journal für Reine und Angewandte Mathematik, vol. 155,‎ 1926, p. 103.
- « Über den euklidischen Algorithmus in reell quadratischen Zahlkörpern », Journal für Reine und Angewandte Mathematik, vol. 183,‎ 1941, p. 183.
- « Die Pellsche Gleichung {\displaystyle t^{2}-du^{2}=-1} », Journal für Reine und Angewandte Mathematik, vol. 173,‎ 1935, p. 193.
- avec Reichardt, « Die Anzahl der durch 4 teilbaren Invarianten der Klassengruppe eines beliebigen quadratischen Zahlkörpers », Journal für Reine und Angewandte Mathematik, vol. 170,‎ 1934, p. 63.

## Articles liés
- Théorème de Rédei (de)
- Théorème de Rédei (théorie des graphes) (de)